# Őrjárat a világűrben
Az Őrjárat a világűrben Robert A. Heinlein 1948-ban, – az ún. „sci-fi aranykorában” – írt ifjúsági sci-fi regénye.

## Cselekménye
A regény 2075-ben játszódik, és egy csapat újonc felvételét, valamint kiképzését követi végig az „Őrjárat” nevű elit szervezetbe, amely fő feladata a világ nukleáris arzenáljának felügyelete és a csapásmérő fegyverzet által a béke fenntartása. A regény a technika bemutatása mellett ábrázolja a kadétok jellemfejlődését és a nehézségek által a fiatal személyiségük férfivá válását.

## Témája
Mint általában Heinlein munkái, a könyv is az ún. „hard sci-fi” kategóriájába sorolható. Habár könnyed ifjúsági regény, de többször is boncolgatja a technikai megoldások részleteit és aprólékos leírást ad egyes eszközök működési elvéről. Figyelemre méltó annak tekintetében, hogy több mint egy évtizeddel Gagarin első történelmi űrrepülése előtt a gyakorlati tapasztalat a témában még szegényes volt. Könyvében már ekkor megjelenik az űrállomás és űrhajók esetén a tartós súlytalanság okozta problémákra az a megoldás, amikor a forgó mozgás által egyfajta mesterséges nehézkedés jön létre. Előremutató az a meglátás is, ahogy az óriás bolygók egyes holdjait gyarmatosíthatónak írja le.
Az űrkorszak előtti információhiánynak tulajdonítható az intelligens marsi és vénuszi élet feltételezése. Ekkor még zömében úgy gondolták, hogy e két bolygó a Föld testvérplanétája. Heinlein regényeiben sokat foglalkozik a marsi élettel, amely később a földinél fejlettebb életformaként ábrázol, ezzel szemben e regényében a vénuszi bennszülöttfaj primitívebb az emberénél. Habár ezt ellensúlyozza, hogy egyfajta eszes és jó szándékú „nemes vadember”-ként ábrázolja őket.
A regényben a hatalmi egyensúly ábrázolása megfelel egyrészt Heinlein militarista szemléletének, valamint a korabeli – és még évtizedekig jellemző – nagyhatalmi szemléletnek is. Ez szerint a béke nukleáris fegyverek tömegével és túlsúlyával tartható fent. Igaz, e regényében a nukleáris erő nem országok között elosztva található, hanem egy független szervezet, az „Őrjárat” kezében van. A dilemma feloldására, ami szerint „Quis custodiet ipsos custodes?” avagy „Ki őrzi az őrzőket?”, Heinlein a kiváló elit kiképzésben látja a megoldást.

## Magyarul
- Őrjárat a világűrben; ford. ifj. Stadler Aurél; Budutynoszt Ny., Újvidék, 1953